# Attalos (stoiker)
Attalos (grekiska: Άτταλος)) var en stoisk filosof verksam under Tiberius kesjartid. Han hade stort inflytande på Seneca den yngre och enligt dennes far, Seneca den äldre, var han den noggrannaste och mest vältalige av den tidens filosofer. I övrigt är nästan inget känt om hans levnad, förutom att han lurades på sin egendom av Sejanus.